# 恋はオン♡エアー中!〜Live on〜
『恋はオン♡エアー中!～Live On～』（韓国語：라이브온）は2020年11月17日から2021年1月12日までJTBCで放送されていた大韓民国のテレビドラマである。

## あらすじ
おかしな目的で放送部に入ったソヨン高校のセレブ、ペク・ホラン（チョン・ダビン）が、厳しい放送部の部長コ・ウンテク（ファン・ミニョン）に出会って繰り広げられるロマンス。

## 出演

### 主要人物
コ・ウンテク：ファン・ミニョン（元NU'EST、元Wanna One）
放送部の部長。
ペク・ボラン：チョン・ダビン
ソヨン高校の放送部。セレブ。
ト・ウジェ：ノ・ジョンヒョン
ソヨン高校の千堂部長。
チ・ソヒョン：ヤン・ヘジ
放送部の副部長。優等生。
カン・ジェイ：ヨンウ（元MOMOLAND）
ソヨン高校のサランクン（恋人に夢中な人の意味）。ウジェの彼女。
キム・ユシン：チェ・ビョンチャン（VICTON）

### カメオ出演
キム・ジヌ：ヨンジュン（TOMORROW X TOGETHER）
ソヒョンの中学の同級生で元カレ。